# Roberto Calovi
Roberto Calovi (* 26. März 1963 in Mezzolombardo) ist ein ehemaliger italienischer Radrennfahrer.

## Sportliche Laufbahn
Calovi war Bahnradsportler und auch im Straßenradsport aktiv. Er war Teilnehmer der Olympischen Sommerspiele 1984 in Los Angeles. Dort startete er im Bahnradsport. In der Einerverfolgung wurde er beim Sieg von Steve Hegg auf dem 10. Platz klassiert.
1982 wurde er Dritter der nationalen Meisterschaft in der Einerverfolgung der Amateure.
1985 und 1986 fuhr Calovi  als Radprofi im Radsportteam Gis-Gelati. Im Etappenrennen Tirreno–Adriatico 1985 gewann er den Prolog. Im Giro d’Italia 1985 kam er auf den 98. Rang.